# 山本恵大
山本 恵大（やまもと けいた、1999年8月6日 - ）は、東京都小金井市出身のプロ野球選手（外野手）。右投左打。福岡ソフトバンクホークス所属。

## 経歴

### プロ入り前
小金井市立前原小学校時には「前原小サンファイターズ」に所属。小金井市立小金井第二中学校時代には「東京府中ボーイズ」に所属。
国士舘高等学校では2年夏からレギュラーとなったが、2年秋の都大会4強が最高成績で全国大会への出場はなかった。高校通算20本塁打。
高校卒業後は明星大学経済学部経済学科に進学。4年間を通じて首都大学野球リーグの2部でプレーした。大学通算25本塁打。
2021年10月11日に行われたプロ野球ドラフト会議において福岡ソフトバンクホークスから育成選手ドラフト9位で指名され、10月28日に支度金300万円、年俸400万円（金額は推定）で入団に合意した。背番号は150。

### ソフトバンク時代
2022年、二軍公式戦に7試合出場し、三軍戦では37試合に出場し、打率.250、3本塁打、2盗塁、22打点を記録する。
2023年、二軍公式戦に5試合出場し、三軍・四軍戦では、50試合に出場し、打率.360、8本塁打、6盗塁、35打点と前年の成績を上回るが、左膝蓋靭帯炎と診断され、9月6日に佐賀市内の病院で当該箇所の手術を受ける。
2024年、二軍公式戦に14試合出場し、打率.162、1本塁打、4打点を記録した。
2025年、二軍で14試合出場、打率.486（37打数18安打）、2本塁打、8打点と好成績を残し、4月12日に支配下登録されたことが発表された。背番号は77となった。同日に出場選手登録され、千葉ロッテマリーンズ戦（ZOZOマリンスタジアム）に代走としてプロ初出場を果たした。しかし11打席で9打数無安打と結果が出ず登録抹消。その後2軍戦で打率.378で首位打者となるなど好調だったことから7月3日に1軍再昇格、同日の対北海道日本ハムファイターズ13回戦（みずほPayPayドーム福岡）で6番・右翼で先発出場すると、2回裏の第1打席で金村尚真からプロ12打席目にして初となる右前打を放つと、第2打席目でも中前打、第3打席ではあわや本塁打という中越フェンス直撃二塁打を放ち、プロ初の猛打賞を達成した。7月15日の千葉ロッテマリーンズ戦（みずほPayPayドーム福岡）でオースティン・ボスからプロ入り初の3ラン本塁打を放った。

## 人物
支配下契約を結ぶ1か月前の2025年3月に一般女性と入籍した。

## 詳細情報

### 記録
初記録
- 初出場：2025年4月12日、対千葉ロッテマリーンズ5回戦（ZOZOマリンスタジアム）、8回表に山川穂高の代走で出場[14]
- 初先発出場：2025年4月16日、対東北楽天ゴールデンイーグルス2回戦（みずほPayPayドーム福岡）、「2番・右翼手」で先発出場[18]
- 初打席：同上、1回裏に瀧中瞭太から四球[18]
- 初打点：同上、3回裏に瀧中瞭太から二ゴロ[18]
- 初安打：2025年7月3日、対北海道日本ハムファイターズ13回戦（みずほPayPayドーム福岡）、2回裏に金村尚真から右前安打[19]
- 初本塁打：2025年7月15日、対千葉ロッテマリーンズ12回戦（みずほPayPayドーム福岡）、3回裏にオースティン・ボスから左越3ラン[20]

### 背番号
- 150（2022年 - 2025年4月11日）[5]
- 77（2025年4月12日 - ）[13]

### 登場曲
- 「まなざし」Honey L Days（2022年）
- 「WON'T BE LONG」バブルガム・ブラザーズ（2022年）
- 「Just You and I」安室奈美恵（2023年 - ）
- 「大切なもの」ベリーグッドマン（2023年 - ）
- 「アンセム」SixTONES（2024年 - ）
- 「彼こそが海賊」クラウスバデルト （2025年 - ）
- 「ぴゅあいんざわーるど」FRUITS ZIPPER （2025年 - ）